# Dania (góra)
Dania (Kaczalnik, Halka 696 m n.p.m.) – szczyt  w Beskidzie Niskim, w paśmie Beskidu Dukielskiego. Jest najwyższym wierzchołkiem grzbietu Łysej Góry i Polany. Zachodnie stoki schodzą do Myscowej. Południowe odgałęzienie graniczy z Kiczerą (646 m n.p.m.). Wschodnie stoki opadają w kierunku doliny potoku Iwielka i wsi Chyrowa. Północne stoki schodzą do wsi Iwla przy drodze Dukla-Nowy Żmigród. Szczyt jest zalesiony.
Szlaki piesze:
- Główny Szlak Beskidzki. Trasa: – Kąty – Grzywacka Góra (567 m n.p.m.) – Łysa Góra (641 m n.p.m.) – Polana (651 m n.p.m.) – Dania (696 m n.p.m.) – Chyrowa – Pustelnia Św. Jana z Dukli.